# Das Jesus Video (Roman)
Das Jesus-Video ist ein 1998 erschienener Science-Fiction-Roman von Andreas Eschbach. Eschbach wurde 1999 für Das Jesus-Video zum vierten Mal mit dem Deutschen Science Fiction Preis ausgezeichnet.

## Überblick
Im Roman geht es um ein Skelett, das bei einer archäologischen Ausgrabung gefunden wird und 2000 Jahre alt ist. Bei ihm liegt die Bedienungsanleitung einer Videokamera, die erst in drei Jahren auf den Markt kommen wird. Der Gefundene ist anscheinend ein Zeitreisender, der wahrscheinlich Jesus Christus filmte. Die Finder vermuten nun, dass seine Kamera noch irgendwo vergraben ist. Ein Wettlauf zwischen dem Geldgeber der Grabungen, dem Studenten Stephen Foxx und dem Vatikan, der ein solches Video überhaupt nicht veröffentlicht sehen will, beginnt.
Der Roman wurde seither in zahlreichen Sprachen veröffentlicht und zudem 2002 für das Fernsehen unter dem Titel Das Jesus Video verfilmt.

## Handlung
Der amerikanische College-Student Stephen Cornelius Foxx findet bei archäologischen Grabungen unter Professor Charles Wilford-Smith in Israel die Überreste eines Mannes, der vor 2000 Jahren gestorben ist. Neben dem Skelett liegt ein Leinenbeutel, in dem die Bedienungsanleitung einer Videokamera liegt, die ebenfalls 2000 Jahre alt zu sein scheint, deren zugehörige Videokamera aber erst in drei Jahren auf den Markt kommen soll. Der ersten Vermutung nach soll der Fund das Skelett eines Zeitreisenden sein, der 2000 Jahre in die Vergangenheit gereist sein soll, um ein Video von Jesus Christus zu drehen. Der Medienzar und Geldgeber des Projekts, John Kaun, setzt eine Suche nach der zugehörigen Kamera in Gang, die die Forscher samt Filmaufnahmen an einem geheimen Ort versteckt vermuten. Er holt sich Unterstützung bei dem deutschen Schriftsteller Peter Eisenhardt, der Kaun mit seiner Phantasie behilflich sein soll, die Kamera zu finden, und mehreren Spezialisten für Altertumskunde, die mit ihrem Fachwissen über das Israel der damaligen Zeit ein geeignetes Versteck für die Kamera finden sollen, wo sie 2000 Jahre lang unbemerkt überstehen konnte. Kaun scheint dabei nahezu unerschöpfliche finanzielle Reserven zu haben.
Doch Stephen Foxx, der sich nicht ausgrenzen lassen möchte, will die Kamera auf eigene Faust finden. Unterstützt wird er dabei von der Ausgrabungshelferin Judith Menez und ihrem Bruder Yehoshuah, einem Angestellten des Rockefeller Museums in Jerusalem. Die drei jungen Leute sind John Kaun stets einen Schritt voraus, auch weil Stephen Foxx bei seinem Fund einen zusammengefalteten Brief unterschlagen hat, den die drei im Institut von Yehoshuah teilweise lesbar machen können. In diesem wird klar, dass der Zeitreisende keine geplante Aktion durchgeführt hat, sondern durch einen Zufall während eines Urlaubs in Israel mit nichts als der Kamera in der Hand durch die Zeit fiel und im Israel zur Zeit Jesu wieder auftauchte. Er schreibt im Brief, dass er von einer Familie aufgenommen wurde, deren Sprache lernte und später heiratete. Außerdem schreibt er davon, wie er von Jesus hörte, ihn filmte und wo er die Kamera versteckte. Während sie sich im Institut versteckt halten, werden sie von Ryan, Kauns Sicherheitschef, gefunden, können aber fliehen. Dabei wird der Brief zerstört, und Teile der Einrichtung des Labors fangen Feuer. Stephen, Judith und Yehoshuah vermuten die Kamera aufgrund des Briefes unter der Klagemauer vergraben, müssen aber einsehen, dass der sichtbare Teil der Klagemauer nur der oberste ist und die Kamera somit in 20 Metern Tiefe vergraben sein müsste. Der Vater von Judith und Yehoshuah, ein Mann, der früher über die Mauer forschte, enthüllt den beiden, dass an der Stelle, wo die Kamera von den dreien vermutet wird, ein Tunnel existiert, der bislang von niemandem untersucht wurde. Er wurde vor mehreren hundert Jahren von Mönchen gegraben, die später in der Negevwüste ein Kloster errichteten. 
Die drei schlussfolgern, dass die Mönche die Kamera gefunden haben müssen und in ihrem Kloster versteckt halten. Als sie das Kloster erreichen, werden sie von Kaun und seinen Sicherheitsleuten, von denen sie die ganze Zeit über verfolgt wurden, aufgespürt. Sie schaffen es aber, einem der Mönche in ein Versteck zu folgen. Dort entdecken sie, dass ihre Theorie stimmt und die Mönche die Kamera tatsächlich versteckt halten. Alle hundert Jahre darf einer von ihnen in den „Spiegel“ schauen, wie er von ihnen genannt wird, für den Bruchteil einer Sekunde die Kamera anschalten und das Antlitz Jesu sehen. Stephen und Judith wird die Kamera mit der Auflage überreicht, jedem das Bild Jesu zu zeigen. Sie fliehen durch einen Brunnen, durch den sie aus dem Kloster gelangen. Sie verirren sich in der Wüste und werden kurz vor dem Verdursten von Kaun gefunden, der sie rettet, aber die Kamera an sich nimmt. Als sie in einem von Kaun aufgestellten Lazarett wieder zu sich kommen, schaut Kaun sich das Video in einem Nebenzimmer an. Ein Vertreter des Geheimdienstes des Vatikans namens Scarfaro, den Kaun zuvor mit der utopischen Forderung von 10 Milliarden Dollar für die Nichtveröffentlichung des Videos aufmerksam gemacht hat, verschafft sich Zugang zu Kaun, schießt auf ihn und stiehlt ihm das Video, um es an Ort und Stelle zu zerstören. Foxx erhält ein fünf Jahre geltendes Einreiseverbot nach Jerusalem, da das Einzige, das ihm nachgewiesen werden kann, die Beschädigung archäologischer Artefakte bei der Ausgrabung ist, und arbeitet als Chef seiner Software-Firma weiter.
Drei Jahre später macht Stephen Foxx ein paar Beobachtungen und Entdeckungen, durch die er auf die Idee kommt, dass der damalige Ausgrabungsleiter Charles Wilford-Smith mehr wusste, als er zugeben wollte. Zusammen mit dem Schriftsteller Eisenhardt fährt er zu ihm nach England und konfrontiert ihn mit seinen Thesen, die er allesamt zugibt. Demnach hatte Wilford-Smith 1947 in einer Höhle bei Qumran zufällig eine Sony-Kassette entdeckt, mit der er damals aber noch nichts anfangen konnte, da solche Kassetten noch gar nicht entwickelt waren. Erst als in den folgenden Jahrzehnten die ersten Videos erfunden wurden und Sony eine bedeutende Marke wurde, dämmerte ihm, was er damals entdeckt haben musste. Er gab seinen Beruf auf und begann Archäologie zu studieren in der Hoffnung, irgendwann die fehlende Kamera zu finden, um das Video abspielen zu können. Als er entdeckte, dass die Kamera, nach der er jahrzehntelang gesucht hatte, in wenigen Jahren veröffentlicht werden würde, verlor er sein Interesse, nach ihr zu suchen. Der alternde Professor zeigt ihnen das Video, das einen Jesus zeigt, dessen Äußeres den gängigen Vorstellungen entspricht, wie er mit anderen Menschen Brot isst, mit ihnen spricht und andere alltägliche Handlungen verrichtet. Kurz darauf werden sie von unbekannten Bewaffneten überfallen, die Foxx gefolgt sind und sich das Video aneignen. Während Foxx von dem Video begeistert und verwandelt ist, ist Eisenhardt enttäuscht und äußert die Vermutung, dass es gestellt sein müsse. Wilford-Smith offenbart den beiden, dass er und andere zahlreiche Kopien angefertigt und diese schon weltweit weitergegeben haben. Das Video könne nicht mehr vernichtet werden.
Nach weiteren zweieinhalb Jahren besucht Eisenhardt Stephen in dessen Heimat in Amerika, wo er in Arizona gerade das Restaurant eines Freundes weiterführt, während dieser krankheitsbedingt verhindert ist. Bei Stephen ist auch Judith, die er nach Ablauf seiner fünf Jahre in Israel besucht hatte und mit der er seitdem zusammen ist. Sie sprechen über das Video und Stephen erzählt ihm, dass sich eine Art Gemeinde gebildet hat, die sich regelmäßig trifft, um sich das Video anzuschauen und sich darüber auszutauschen. Während sie sich unterhalten, betritt ein junger Mann das Restaurant, der mit den beiden ins Gespräch kommt. Der Mann, der sich John nennt, will nach Israel reisen, um sich die berühmten religiösen Stätten anzusehen, und er erzählt stolz, dass er sich eigens dafür eine neue, moderne Kamera gekauft hat. Es wird klar, dass dieser junge Mann derjenige ist, der wenig später ungewollt durch die Zeit reisen und die Jesus-Videos drehen wird.

## Fortsetzung
Im April 2014 gab Eschbach über den Newsletter seiner Homepage bekannt, dass ein Manuskript mit dem Titel Der Jesus-Deal fast fertiggestellt sei. Es handele sich dabei gleichermaßen um eine Fortsetzung und eine Vorgeschichte von Das Jesus-Video. Der Roman Der Jesus-Deal wird seit 8. Oktober 2014 bei Bastei Lübbe verlegt.

## Ausgaben und Verfilmung
- Der Roman erschien 1998 im Schneekluth-Verlag ursprünglich als Hardcover unter dem Titel Jesus-Video (ISBN 3-7951-1625-2) und fand wenig Resonanz. Erst die Taschenbuchausgabe im Bastei Lübbe Verlag erhielt 2000 den Namen Das Jesus-Video (ISBN 3-404-14294-2) und entwickelte sich rasch zum Bestseller.
- Das Jesus-Video erschien im Verlag Lübbe Audio als Hörbuch, gelesen von Matthias Koeberlin. (ISBN 3-7857-3178-7)
- Das Buch wurde für das Fernsehen in einer 5-Millionen-Euro-Produktion von ProSieben mit Matthias Koeberlin und Naike Rivelli in den Hauptrollen verfilmt. Dabei wurde die Handlung, insbesondere der Schluss, massiv verändert.

## Übersetzungen
- Französisch: Jésus video, übersetzt von Claire Duval. (Edition L’Atalante, Nantes 2001) ISBN 2-84172-167-1
- Italienisch: Lo specchio di Dio. (Fanucci Editore, Roma 2002) ISBN 88-347-0892-X
- Japanisch: zweibändige Ausgabe (Hayakawa Shobo, Tokio, 2003) ISBN 4-15-041030-5 und ISBN 4-15-041031-3
- Polnisch: Wideo z Jezusem,  übersetzt von Joanna Filipek. (SOLARIS, 2004) ISBN 83-88431-98-6
- Tschechisch: Video s Ježíšem, übersetzt von Eva Pátková. (Knižní klub, Prag 2004) ISBN 80-242-1204-8
- Niederländisch: Het Messias Mysterie, übersetzt von Peter de Rijk. (Karakter Uitgevers) ISBN 90-6112-043-8
- Russisch: Видео Иисус, übersetzt von T. Nabatnikow. (Zakharov Publishers, 2005) ISBN 5-8159-0433-3
- Spanisch: El vídeo jesús, übersetzt von Henrike Fesefeldt und José María Faraldo. (Bibliópolis, 2007) ISBN 978-84-96173-56-9
- Ungarisch: A jézus-video (Aranyszarvas Kiado, 2007) ISBN 978-963868787-6
- Chinesisch, Juli 2011, ISBN 978-7-5442-5045-0